# Аронець Василь Володимирович
Васи́ль Володи́мирович Ароне́ць (4 квітня 1936, Видинів — 17 листопада 1994, Косів) — український художник декоративно-ужиткового мистецтва, скульптор-кераміст, педагог; член Спілки радянських художників України з 1968 року.

## Біографія
Народився 4 квітня 1936 року в селі Видинові (нині Коломийський район Івано-Франківської області, Україна). 1951 року закінчив семирічну школу, після чого навчався й працював у керамічному цеху при артілі імені Тараса Шевченка в місті Косові. Протягом 1959—1963 років працював на Косівській фабриці художніх виробів. 1966 року закінчив відділення кераміки Косівського училища прикладного мистецтва, де його викладачами зокрема були Іван Климко і Григорій Колос.
Упродовж 1966—1980 років працював майстром і викладав у Косівському училищі прикладного мистецтва композицію, рисунок, живопис та роботу в матеріалі. Згодом працював у Косівському художньо-виробничому об'єднанні «Гуцульщина». На громадських засадах викладав у Народному університеті образотворчого мистецтва при Соколівському народному домі у селі Соколівці на Косівщині. Мешкав у місті Косові в будинку на вулиці Піонерській, № 2, квартира № 1. Помер у Косові 17 листопада 1994 року.

## Творчість
Працював у галузі декоративного мистецтва (кераміка). Використовував шамот, майоліку, ангоби, кольоровий бісер. Серед робіт дитячі іграшки, сервіз «Кавовий» (1962). Автор скульптурних композицій «Ватаг», «Гуцульська родина», «Вечорниці», «Гуцульське весілля» (1966), «Троїста музика», «Тече вода з-під явора», «Аркан», «Баранчики», «Гуцулка». На шевченківські теми у 1963 році виконав скульптурні композиції «І виріс я на чужині…», «Мені тринадцятий минало…», «Вівці мої, вівці» (усі — глина, ангоби, полива).
Брав участь у всеукраїнських виставках з 1964 року, всесоюзних — з 1967 року. Персональні виставки пройшли у Косові, Коломиї, Івано-Франківську. У 1967 році нагороджений дипломом і медаллю лауреата Всесоюзної виставки творів самодіяльних художників і народних майстрів та золотою медаллю у 1971 році.
Роботи майстра зберігаються в музеях Києва, Львова, Івано-Франківська.

## Вшанування
У селі Вовчинці Івано-Франківського району, на території садибної забудови «За урожай», іменем Василя Аронця названо вулицю.